# NGC 5294
NGC 5294 ist eine 14,2 mag helle irreguläre Galaxie vom Hubble-Typ Irr im Sternbild Großer Bär am Nordsternhimmel. Sie ist schätzungsweise 94 Millionen Lichtjahre von der Milchstraße entfernt und hat einen Durchmesser von etwa 16.000 Lj.
Im selben Himmelsareal befinden sich u. a. die Galaxien IC 931, IC 934, IC 937, IC 938.
Das Objekt wurde am 14. April 1789 von Wilhelm Herschel mit einem 18,7-Zoll-Spiegelteleskop entdeckt, der sie dabei mit „2 eF stars with nebulosity“ beschrieb.